# Lopiac de la Rèula
Lopiac de la Rèula (en francès Loupiac-de-la-Réole) és un municipi francès situat al departament de la Gironda i a la regió de la Nova Aquitània.

## Demografia
| 1962                                       | 1968 | 1975 | 1982 | 1990 | 1999 | 2007 |
| ------------------------------------------ | ---- | ---- | ---- | ---- | ---- | ---- |
| 271                                        | 323  | 293  | 280  | 319  | 333  | 437  |
| Des de 1962: població sense dobles comptes |      |      |      |      |      |      |

## Administració
| Període | Identitat       | Partit |
| ------- | --------------- | ------ |
| 2008-   | Michel Latrille |        |